# Újezd Svatého Kříže
Újezd Svatého Kříže (německy Heiligenkreuz) je vesnice, část města Bělá nad Radbuzou v okrese Domažlice v Plzeňském kraji. Nachází se asi tři kilometry jihovýchodně od Bělé nad Radbuzou. Prochází zde silnice II/197. Újezd Svatého Kříže je také název katastrálního území o rozloze 6,4 km².

## Historie
První písemná zmínka o vesnici pochází z roku 1352. Obec je spojena se starým českým rodem Koců z Dobrše.

## Obyvatelstvo
| Rok            | 1869 | 1880 | 1890 | 1900 | 1910 | 1921 | 1930 | 1950 | 1961 | 1970 | 1980 | 1991 | 2001 | 2011 | 2021 |
| -------------- | ---- | ---- | ---- | ---- | ---- | ---- | ---- | ---- | ---- | ---- | ---- | ---- | ---- | ---- | ---- |
| Počet obyvatel | 740  | 778  | 728  | 713  | 776  | 716  | 618  | 394  | 258  | 241  | 232  | 190  | 172  | 182  | 161  |
| Počet domů     | 101  | 106  | 103  | 104  | 107  | 110  | 126  | 87   | 82   | 60   | 51   | 58   | 66   | 71   | 68   |

## Obecní správa
Při sčítání lidu v letech 1850–1963 Újezd Svatého Kříže byl samostatnou obcí v okrese Horšovský Týn (v letech 1850–1910 Horšův Týn). Od roku 1964 je částí města Bělá nad Radbuzou v okrese Domažlice.

## Pamětihodnosti
- Zámek, raně barokní dvoupatrová čtvercová stavba (z roku 1678?) s věžičkou. Vstupní portál s kamenným ostěním a barokními vraty i kováním.
- Kostel Nalezení sv. Kříže, jednolodní gotická stavba z konce 14. století s pětibokým závěrem a věží v průčelí. Kostel byl barokně upraven v 18. století a regotizován v 19. století. Presbytář, sakristie a předsíň mají křížové klenby, v lodi je trámový strop. Na severní stěně presbytáře gotická freska Zvěstování Panny Marie z konce 14. století. Zařízení většinou novogotické, hliněné gotické sošky Krista a pěti apoštolů z konce 15. století, patrně z Norimberka, jsou zapůjčeny v Národní galerii v Praze, Dřevěná socha Panny Marie na bočním oltáři z téže doby.
- Fara čp. 40, raně barokní, patrová dvoukřídlá budova z druhé poloviny 17. století.[9]

### Galerie

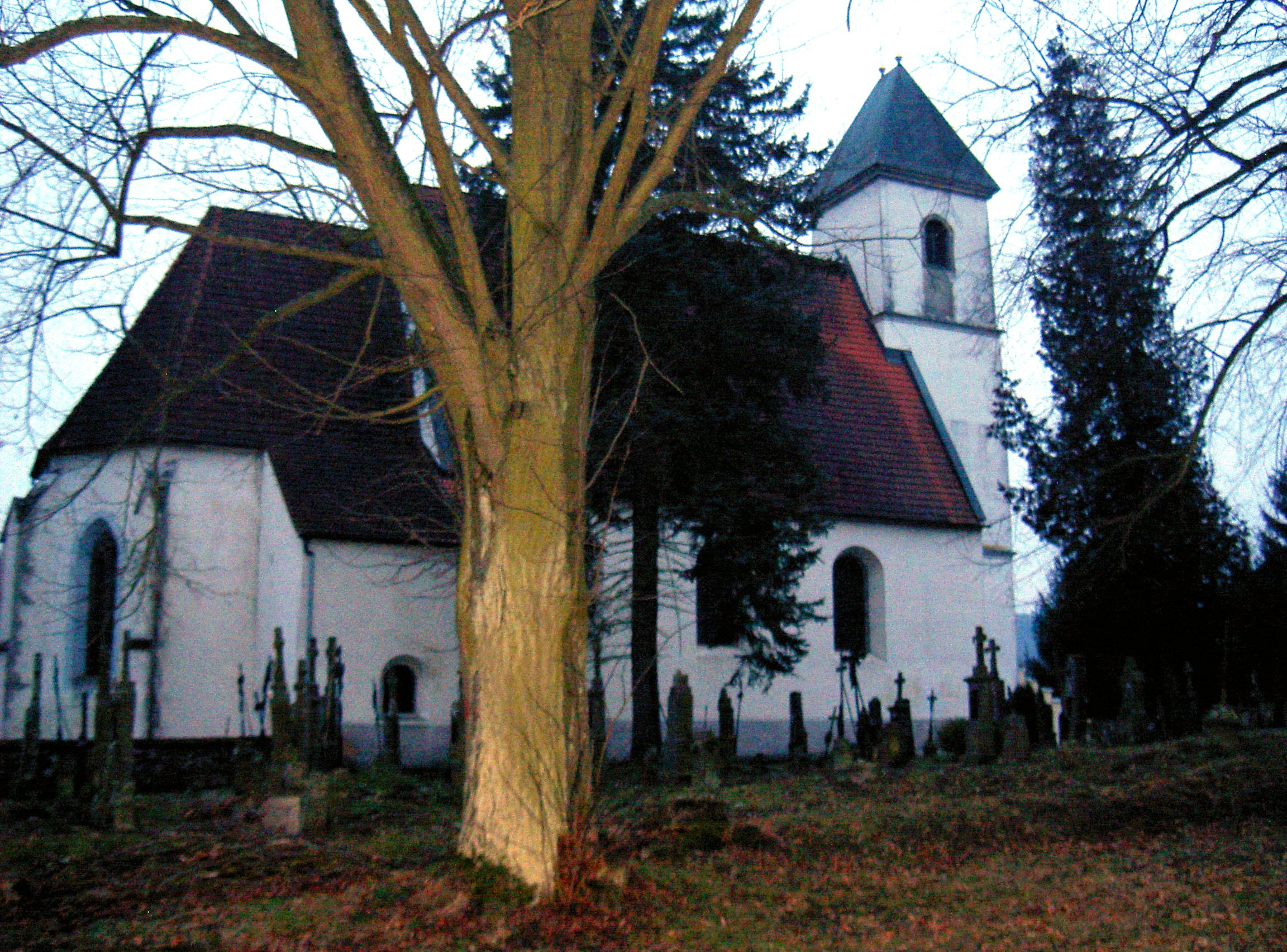
Kostel od severovýchodu
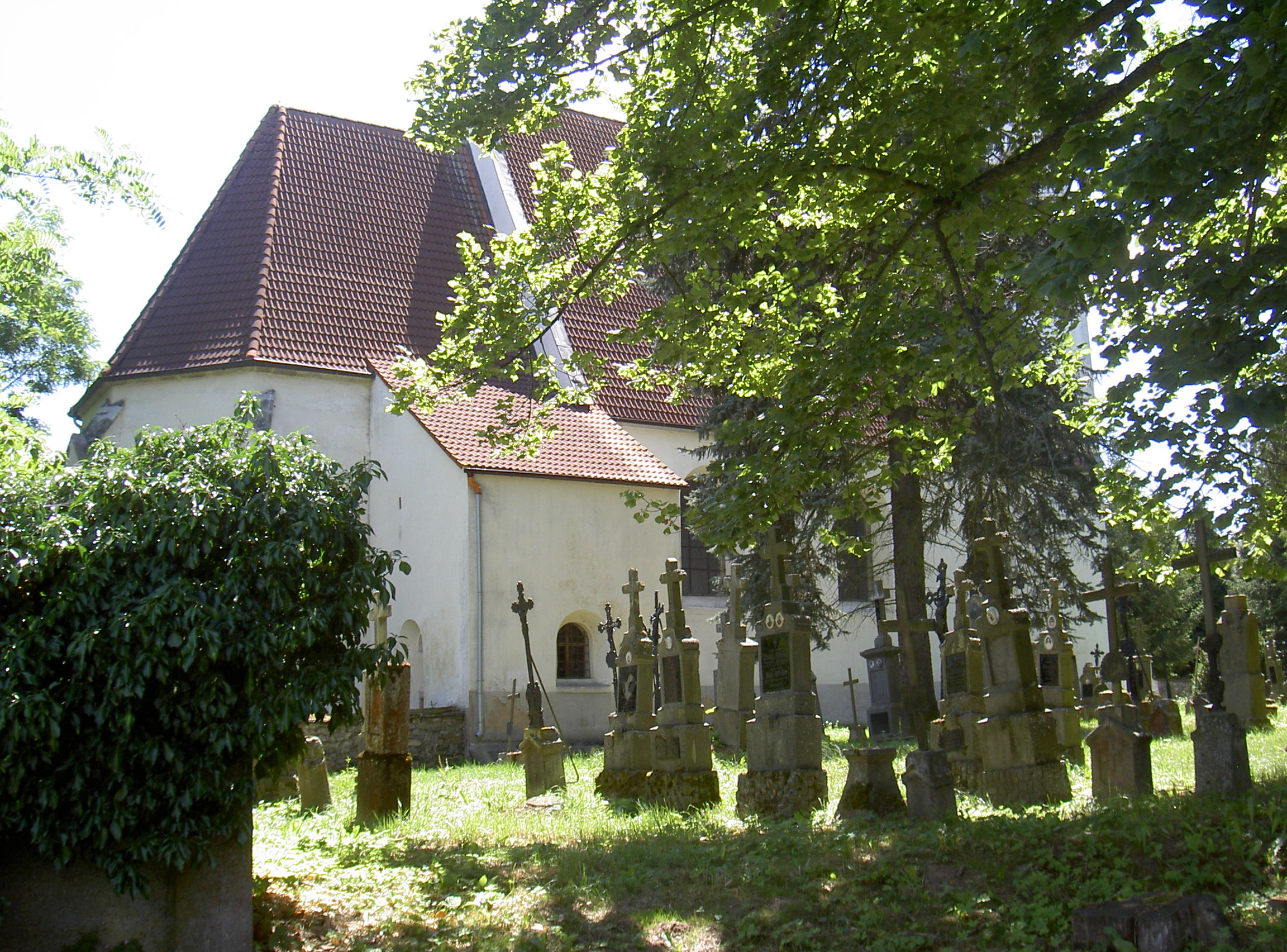
Kostel ze hřbitova
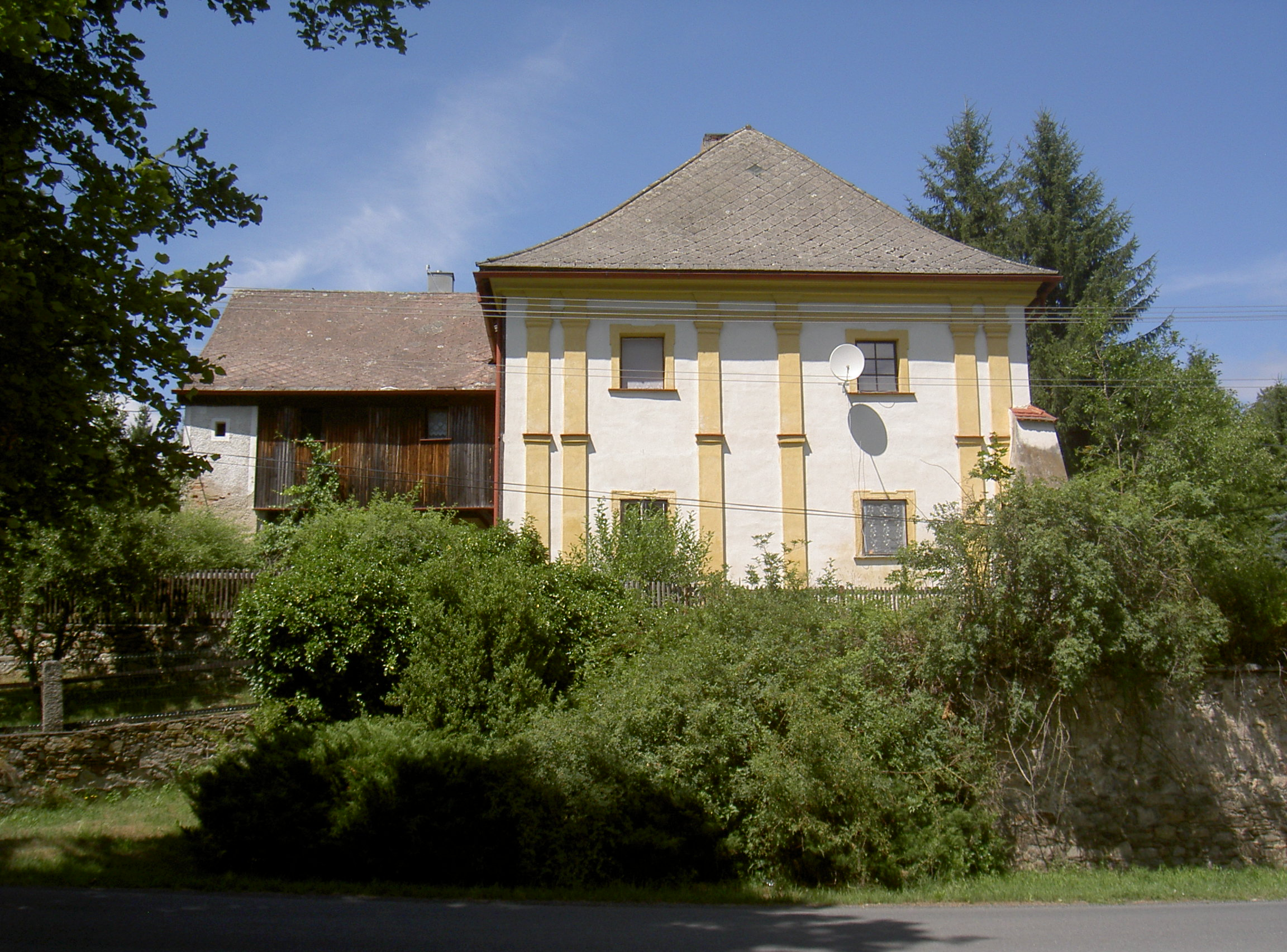
Fara